# إيفرت اندكفيست
إيفرت اندكفيست (بالسويدية: Evert Lundqvist)‏ هو لاعب كرة قدم سويدي، ولد في 27 فبراير 1900 في غوتنبرغ في السويد، وتوفي بنفس المكان في 19 فبراير 1979. شارك مع منتخب السويد لكرة القدم. أما مع النوادي، فقد لعب مع نادي أورغريته.

## وصلات خارجية
- إيفرت اندكفيست على موقع قاعدة بيانات كرة القدم.إي يو (الإنجليزية)
- إيفرت اندكفيست على موقع ناشيونال فوتبول تيمز (الإنجليزية)
- إيفرت اندكفيست على موقع عالم كرة القدم.نت (الإنجليزية)
- إيفرت اندكفيست على موقع أوليمبيديا (الإنجليزية)
- إيفرت اندكفيست على موقع اللجنة الأولمبية السويدية (السويدية)